# Marvel's Avengers
『Marvel's Avengers』（アベンジャーズ）は、クリスタル・ダイナミックス開発、スクウェア・エニックス販売による2020年のアクションアドベンチャーゲームである。本作は2020年9月4日よりStadia、Microsoft Windows、PlayStation 4、Xbox One向けに発売される。またPlayStation 5とXbox Series X/S版も発売されており、PlayStation 4とXbox Oneプレイヤーは無料で次世代機版へのアップグレードが可能。

## 概要
マーベル・コミックのスーパーヒーローであるアベンジャーズを題材とした本作は原作コミックのストーリーや他メディアの翻案作品の影響を受けている。ストーリーはアベンジャーズが世界から非難されるきっかけとなったA-Dayから5年後が舞台となる。スーパーパワーの排除を主張するジョージ・タールトン / モードック率いるA.I.M.（アドバンスド・アイデア・メカニクス）から世界を救うためにチームは再結集を余儀なくされる。

## ゲーム内容
本作はシングルプレイと協力プレイを組み合わせた三人称視点のアクションアドベンチャーゲームである。オフラインでのシングルプレイの他、特定の局面ではオンラインで最大4人でのプレイも可能である。ゲームにはスキルツリーを用いての能力強化やコスチュームなどのカスタマイズ機能が備えられている。コスチュームは「マーベルユニバースの隅々」から調達され、ゲーム内で獲得する他にダウンロードコンテンツとして別途購入も可能である。また新しいステージやキャラクターを含む無料アップデートが予定されている。スタート時のプレイアブルキャラクターはキャプテン・アメリカ、アイアンマン、ハルク、マイティ・ソー、ブラック・ウィドウ、ミズ・マーベルであり、発売後の無料アップデートによりさらに多数のキャラクターや新たなステージが追加される。各ヒーローはコスチュームのカスタマイズ機能を持ち、スキルツリーによってパワーやアビリティを強化できる。

## あらすじ
「アベンジャーズ アッセンブル」
物語はアベンジャーズ創設メンバー（キャプテン・アメリカ、アイアンマン、ハルク、マイティ・ソー、ブラック・ウィドウ）がサンフランシスコの第2本部の除幕式典を行っていたところから始まる。式典はタスクマスターによるテロ攻撃を受け、ゴールデン・ゲート・ブリッジと街の大部分が破壊された上にキャプテン・アメリカが死亡するという結末を迎える。さらにヘリキャリアのテリジェン・クリスタルが破壊されたことによりテリジェン・ミストが蔓延し、式典に参加していたカマラ・カーンを含む無数の一般人がインヒューマンと呼ばれる超能力者へと変貌してしまう。この惨劇を咎められたアベンジャーズは解散を余儀なくされる。
それから5年後。再建されたサンフランシスコはジョージ・タールトン / モードック率いる科学組織A.I.M.（アドバンスド・アイデア・メカニクス）の管理下に置かれ、アベンジャーズを含むスーパーヒーローは非合法化されていた。世界が再び危機を迎える中、若きインヒューマンのカマラ・カーンは自身の新たな超能力、そしてA.I.M.に関する衝撃的な陰謀を発見する。彼女は地上最強のヒーローを再結集させ、A-Day事件の黒幕を暴くための行動に移る。
DLC「AIMを狙え」 - 2020年12月8日配信
タールトンの陰謀を阻止した頃。謎の磁気嵐タキオンストームが世界各地で発生し、アベンジャーズは調査中に謎の通信を傍受する。
向かったアベンジャーズは5年前に行方をくらませたケイト・ビショップと再会。行方不明になっていたニック・フューリーとホークアイの手掛かりを掴んだケイトと共にモニカの新たな陰謀に立ち向かう。
DLC「不完全な未来」 - 2021年3月19日配信
「AIMを狙え」から数週間後、救出されその後昏睡状態になっていたホークアイ（クリント・バートン）だったが、その間にタキオンストームの影響で未来の自分が見た荒廃した世界を現実のように体感する。
前回のストーリーでのA.I.M.への協力や上記の夢で見た光景からモニカの計画プロジェクト・オメガの失敗を確信したクリントは、アベンジャーズと共に未来に置いてきたニック・フューリーの救出とモニカの計画を頓挫させるためにピム博士の作ったタイムマシンで未来の世界へと向かう。
DLC「ワカンダの戦い」 - 2021年8月17日配信
A-Day以降、外部との関わりを一切断ち2度目となる鎖国をしていたアフリカの技術的先進国ワカンダ。
それから5年後、ユリシーズ・クロウという科学者が傭兵軍団を率いてワカンダでのみ採れる金属、ヴィブラニウムを狙って侵攻してくる。
ワカンダの王であり守護者ブラックパンサーでもあるティ・チャラはこれに立ち向かう。その頃、アベンジャーズも世界中に出現した汚染ヴィブラニウムへの対処のためにワカンダへ協力を要請しに来ていた。
ヒーローイベント「スパイダーマン：大いなる力で」（PlayStation限定） - 2021年12月1日配信
世界征服を企むA.I.M.は新たな技術でシンソイド軍団の無敵化を目論んでいる…A.I.M.の新計画を知ったピーター・パーカーはアベンジャーズと協力しながら、この脅威を何としてでも阻止すると誓う。
彼は正体を隠しながらスパイダーマンとしてミズ・マーベルやブラック・ウィドウとの間で一時的ながらも友情を築くが、普段は一人で行動しているためチームの一員として他のメンバーと共闘することに戸惑う。
スパイダーマンはアベンジャーズのメンバーとして正式に加入するのか？それとも、一人でA.I.M.との戦いを続けるのか？

## 登場キャラクター

### アベンジャーズ
カマラ・カーン / ミズ・マーベル
声：黒木ほの香 / 英：サンドラ・サード
本作品の主人公。アベンジャーズの大ファンである少女。
ファンとしてA-Dayのイベントを楽しんでいたが、ヘリキャリア「キメラ」の墜落によるテリジェンミストの被害に遭い、自在に体を変化させることのできるインヒューマンとなってしまう。
それから5年後、インヒューマンであることを家族を含む周囲に明かさずに暮らしていた。しかし、ある出来事からA-Dayの真実を知り、タールトン率いる科学組織A.I.M.に命を狙われてしまう。
A.I.M.の野望を打ち砕くために、アベンジャーズを復活させようと奔走する。
ブルース・バナー / ハルク
声：関雄（ブルース）、武田幸史（ハルク）/ 英：トロイ・ベイカー（ブルース）、ダリン・デ・ポール（ハルク）
アベンジャーズの頭脳である天才科学者。ガンマ線を浴びてしまったことで緑の巨人ハルクへと変身する。
A-Dayの惨劇後、自身の発言もありアベンジャーズは惨劇を起こした悪人たちとして非難の的となってしまっていた。そんな世間から逃げるようにバナーはキメラを廃棄したユタ州に身を隠しており、更にはバナーとしてではなく、ハルクのまま社会から遠ざかっていた。
しかし、カマラの来訪により真実を知り、カマラに背中を押されながらも再びトニーの元を訪れてアベンジャーズを再結成する。
トニー・スターク / アイアンマン
声：志賀麻登佳 / 英：ノーラン・ノース
自称天才発明家の世界的大富豪でプレイボーイ。巨大軍需企業スタークインダストリーズのCEOでもあり、アベンジャーズ創設者の1人。
イベント中に現れたタスクマスターの襲撃に対処するが、テリジェンリアクター暴走を止められずA-Dayの惨劇が起こってしまう。
惨劇後にスタークインダストリーズは倒産。ジャーヴィス含む資産を地下に隠し、本人は先祖代々受け継いでいたネバダ州にある古びた屋敷ゴールデン・エーカーズ敷地内のトレーラーハウスでひっそりと暮らしていた。しかし、カマラとバナーの訪問により真実を知ったことで再び戦いに身を投じる。
ナターシャ・ロマノフ / ブラック・ウィドウ
声：藤田昌代 / 英：ローラ・ベイリー
極秘施設レッドルームで長年訓練を受けてきた諜報・戦闘どちらにも長けたスーパースパイ。
タスクマスターと直接対峙し、彼が囮役という事実には気づくが、A-Dayの惨劇自体は止められなかった。
惨劇後から姿を眩ませていたが、A.I.M.に潜入して反乱の準備と様々な不正やA-Dayの襲撃についての情報を収集していたところ、人質救出の為に飛び込んで来て捕まったカマラを救出してアベンジャーズに合流する。
DLCでウィンター・ソルジャーが追加された際、ソビエト連邦の諜報員として活動していた頃にバッキー・バーンズと愛し合っていたことが判明した。
ソー・オーディンソン / ソー
声：高瀬右光 / 英：トラヴィス・ウィリン
アスガルドの王オーディンの息子。アベンジャーズ最強の男と言われる1人。
A-Dayのイベントに来ていたカマラを優しく迎えていたがその後襲撃に遭い、打つ手も無いまま街の壊滅と一般市民のインヒューマン化、そしてキャプテンの死という惨劇を目の当たりする。
何も出来なかった自分はムジョルニアに相応しくないとハンマーを捨てて、惨劇後の5年を一般市民として暮らしていた。だが、アベンジャーズの戦いを目の当たりにし、再びハンマーを手にしてアベンジャーズに合流する。
スティーブ・ロジャース / キャプテン・アメリカ
声：竹内栄治 / 英：ジェフ・シーン
超人兵士計画で驚異的な身体能力を身に付け戦った第二次大戦の英雄。アベンジャーズのリーダーでもある。
A-Dayのイベントを楽しんでいたところ、キメラの暴走が起こり、キメラ内のテリジェンリアクター爆発による大災害を防ぐ為に命と引き換えにリアクターを破壊して死亡した。だが、テリジェンミストの飛散による一般市民のインヒューマン病を引き起こした張本人として世間からは非難の的となってしまっている。
しかし、ストーリー終盤にはA.I.M.に捕まり体内の超人血清を利用する為に生かされていたことが判明。スタークとソーにより救出され、再びアベンジャーズのリーダーとして指揮を執る。
テリジェンリアクターを破壊した理由は、海底からリアクターに繋がった何かが地表に出ようとしており、断層が大津波を引き起こせば数百万人の死者を出すことが予想されたためであった。
DLCでウィンター・ソルジャーが追加された際、1941年の時点で20歳だったことが判明した。

#### DLC「AIMを狙え」追加キャラクター
ケイト・ビショップ / 二代目ホークアイ
声：弘松芹香 / 英：アシュリー・バーチ
世界的な体操の選手であり剣術と弓矢の達人。皮肉の名人でもある。
幼い頃からアベンジャーズに憧れ腕を磨き、19歳の頃にクリント・バートン / 初代ホークアイに師事し彼の技を学んだ。
アベンジャーズ加入を目前に控えていたA-Dayの際は別の任務でサンフランシスコから離れていた。
A-Day以降、行方不明のニック・フューリーをクリントと共に探していたが、一緒に捜索していたクリントまでもが失踪してしまいチームに頼らず単独でA.I.M.に捕まっている事を突き止めた。
そしてA.I.M.から盗んだ装備を用いた短距離テレポートを組み合わせた技と、タキオンストームに関する情報を手にA.I.M.からクリントを取り戻す為にアベンジャーズに合流する。

#### DLC「不完全な未来」追加キャラクター
クリント・バートン / 初代ホークアイ
声：髙坂篤志 / 英：ジャコモ・ジャニオッティ
弓術を極めた「世界最高の射手」と呼ばれる弓の達人。
元サーカス団員で、ソーズマンとして知られるジャッカス・ドゥカスンから指導を受けた。
その後軍に入隊。S.H.I.E.L.D.の目に留まりエージェントとしてスカウトされるが、その腕を見込んだトニーらアベンジャーズに半ば強引に引き抜かれる。
A-Day後、フューリーと共に失踪していたが、A.I.M.に捕まって（実際には協力して）いたことが発覚する。
「AIMを狙え」でも登場していたが、正式に操作キャラクターになるのはこのDLCから。
「AIMを狙え」の終盤から数週間も意識を失っていたが、未来からのメッセージを無意識の中で受け取り目覚める。
その後「不完全な未来」ではピム博士がクインジェットを改造したタイムマシンで未来にジャンプ。破滅の未来を回避する為、アベンジャーズと共に調査を開始する。
幼い頃両親を交通事故で亡くし、その数年後兄も亡くしてしまっていたが、A-Day後にラッキーという名前の犬を飼い始めた。

#### DLC「ワカンダの戦い」追加キャラクター
ティ・チャラ / ブラックパンサー
声：堂坂晃三 / 英：クリストファー・ジャッジ
ワカンダ国王にしてブラックパンサーの称号を持つ守護者。
父ティ・チャカが自身の目の前でワカンダの秘密警察ハトゥ・ゼラーゼの6名に裏切られ殺されたことで誰も信用することができずにいる。
A-Day以降ワカンダを2度目の鎖国状態にしていたが、ユリシーズ・クロウの侵攻とシュリ王女の判断によりアベンジャーズとの協力を余儀なくされる。

#### ヒーローイベント「スパイダーマン：大いなる力で」追加キャラクター（PlayStation限定）
ピーター・パーカー / スパイダーマン
声：坂泰斗 / 英：ショーン・チップロック
放射能を浴びたクモに刺されたことで壁に貼り付くなどクモ由来の超能力を得た若きヒーロー。A-Day以降にスパイダーマン稼業を開始した。
一時期A.I.M.にインターンとして勤務しつつサーバーの情報を抜き取るなどして調査していたが発覚しクビに。
手に入れた情報からA.I.M.の新計画に気づいた彼は一人で活動するのをやめ、復活したアベンジャーズに協力を要請する。
インターンをクビになった後はデイリー・ビューグルのカメラマンだったが、今回の件で会社のログイン情報を用いてA.I.M.の悪事の証拠をライブ配信で流した結果そこもクビになった。

#### DLC「マイティ・ソー」追加キャラクター - 2022年6月29日配信[16]
ジェーン・フォスター / マイティ・ソー
声：？ / 英：ゼーラ・ファザル
別の時間軸のジェーン・フォスター。ソーと同じ雷神の力を持つ。
この時間軸では、ソーがA-Dayの悲劇の後ジェーンが末期癌と判明したことによりアベンジャーズが復活してもヒーローに復帰する気力をなくしたため、ムジョルニアによって選ばれた彼女が後を継ぐことになった。
このジェーンはA-Dayの式典に参加しておりテリジェンミストにも触れてしまい、そのために癌の初期症状が出たときもインヒューマン病だと思い発見が遅れてしまったのであった。
マイティ・ソーに変身すると癌の症状はなくなるが、変身を解除すると元に戻る上それまでの治療結果もなかったことになってしまう。このため癌治療は効果が無いも同然となっている。
ある日、息子ソーがいつまでも帰って来ない上に外敵に侵略されて乱心したオーディンが万物の母を幽閉し、それに従う者を排除しようと内戦を起こしたため止めに向かう。
一度挑むも流石に一人では無理だったため最後の手段としてロキと手を組むことに。結果オーディンは倒せたがアスガルドは滅んでしまった。ロキの協力の見返りとしてムジョルニアをソーに返す事になっていたが、この直後にタキオンストームに飲み込まれこちらの時間軸のアベンジャーズに合流する。
このような経緯のためかマイティ・ソーはソーとは違い万物の母の祝福を受けている。
ミッション「形勢逆転」と同じような状況に彼女の世界でも遭遇したらしいが、共に戦ったアベンジャーズは全員コスチュームやハルクに至っては肌の色が異なっていた。
またこの世界でのソーはジェーンが資格を受け継いだ時点で左腕を失っていた。
彼女の宇宙では世界が10個あり、終末の日に世界は氷と闇に覆われるとされていたが実際には血と炎だった。
こちらの時間軸のジェーンと連絡を取り合った結果、こちらのジェーンはA-Dayには参加しておらず癌にはかかっていないことが判明。このためテリジェンミストが癌の原因になっている可能性がある。

#### DLC「ウィンター・ソルジャー」追加キャラクター - 2022年11月30日配信[17]
ジェームズ・"バッキー"・ブキャナン・バーンズ・ジュニア / ウィンター・ソルジャー
声：？ / 英：スコット・ポーター
左腕が金属の義手になっている、白兵戦と射撃のエキスパート。
元々は第二次大戦時代からキャプテン・アメリカのサイドキックとして戦場で戦っていた軍人だった。年齢は1941年時点でスティーブの4歳下の16歳。
キャプテン・アメリカが氷漬けになったある作戦で彼も爆発に巻き込まれ左腕を失い海に落ちたのだが、ソビエト連邦に拾われデパートメントXという秘密機関に運ばれる。
そこで金属の腕を取り付けられ、洗脳によってある決まった複数の単語を聞かせる服従プロトコルを実行すれば、どんな命令にも絶対に従う冷酷な戦士「ウィンター・ソルジャー」に改造された。
だがその状況下でも当時同じ機関に居たナターシャのおかげで人間性を完全に失うことはなかった。禁じられていると分かりつつも二人は愛し合っていたが、それを許さない上層部によって引き離され封印。氷漬けにされる。
その後、A-Dayより少し前にキャプテン・アメリカによって救出されS.H.I.E.L.D.の捜査官として活動。
A-Day後はマリア・ヒルの命で行方不明になったインヒューマン化した人の捜索をしていたが、同時にスティーブの死の真相を探ろうと彼と最後に顔を合わせていたジョージ・タールトンの行方を追っているうちにモニカ・ラパチーニの罠に掛かり捕まる。
そこから2年間実験台にされ、再びウィンター・ソルジャーとして暗殺やA.I.M.の実験用にインヒューマンの誘拐をさせられることに。
A.I.M.のクローンラボへの襲撃でモードックを再び倒した後、施設内に捕らえられているのをジャーヴィスが発見。救出される。
服従プロトコルの方法や洗脳がまだ残っているためすぐに離れようと思っていたが、キャプテン・アメリカやブラック・ウィドウ、ジェーン・フォスター博士の協力のおかげで消去することに成功。無事アベンジャーズと共に戦うことになる。

### アベンジャーズの協力者
ニック・フューリー
声：玉野井直樹 / 英：チャールズ・パーネル
S.H.I.E.L.D.の長官。A-Day以降、行方をくらませている。
実は未来世界の惨劇をモニカ・ラパチーニから聞かされた為にホークアイと共に協力していたが、その作戦の危険性に気付きデータを奪って逃走した。
それ以降は完全に姿をくらませていたが、後のアップデートで突然クインジェット内に出現。アベンジャーズを驚かせた。
アベンジャーズがA.I.M.のコズミックキューブをうまく使ってくれたおかげで脱出のチャンスが生まれたらしいが詳細は不明。クリー人侵攻の可能性は依然変わらないことを警告した。
以降はヘリキャリアに残って指揮を執り、ゲーム初心者への様々な要素の案内係も務める。
マリア・ヒル
声：長尾明希 / 英：ジェニファー・ヘイル
S.H.I.E.L.D.の副長官。消息不明のフューリー長官に代わり、S.H.I.E.L.D.を指揮している。
ミッション内にあるエレベーターでの移動中のケイトの会話によると、ネコを飼っており、彼女がネコを預ける場合はネコ専用マニュアルがあることにケイトは呆れていた。
バッキーもA.I.M.に捕まる前にネコの世話をさせられたことがあった模様。
ジャーヴィス
声：高橋伸也 / 英：エドモンド・キングスレイ
トニー・スタークが開発した人工知能。アイアンマンの戦闘を補佐する目的で開発されたが、現在はアベンジャーズが行う活動の全般を補佐する役割を担う。
ハンク・ピム
声：坂巻学 / 英：ダニエル・ジェイコブス
物体の大きさを自由自在に操ることができるピム粒子研究の第一人者。ピム・テクノロジーズ代表。
かつてはアントマンという名でヒーロー活動をしていたが、過去の実験により神経にダメージが蓄積された結果二度とスーツを着て活動することができなくなってしまっている。
A-Day以降A.I.M.がハンクのライバル企業でもあったスターク・インダストリーズを買収し、ピム・テクノロジーズとパートナー契約を結ぶことになりついに表舞台に出られると喜んでいたのもつかの間、A.I.M.がインヒューマンとなった人々に非人道的な実験をしていることを知る。それをやめさせるため法的な手段に訴えようとした矢先に囚えられ、長期に渡って監禁されてしまう。
その後インヒューマンとなった人々と共に脱出。ユタ州の荒野の地下深くにある洞窟にアントヒルという名の拠点を作りレジスタンスと呼ばれる武装集団を結成。インヒューマンの保護を行うと共に、彼らのパワーを引き出すための研究を続けている。
ある条件で入手できるメジャーアーティファクト「ボイドテックトランスポンダー」を使用すると一定時間共に戦ってくれる。
ホープという娘がおり、初めからA.I.M.を疑っていてパートナー契約を結ぶ際にハンクと衝突していたことがコーデックスファイルから確認できる。
ホークアイ(オールド・マン)
声：髙坂篤志 / 英：ジャコモ・ジャニオッティ
壊滅した未来世界のホークアイ。容姿は白髪となり、身体もあちこちガタが来ていることを最初のミッション中に独り言でぶつぶつと話している。だがそれでも能力は健在で、シンソイドやアダプトイドの大群を一人で相手している。
壊滅した未来世界の時系列では、クリー人の侵攻前に現役を引退していたので戦いには参加せず生き延びていた。現代のケイトもその事を全く知らなかったため現代のクリントにかなり怒っている。引退したことを非常に悔やんでおり、世界を救うためにハンク・ピムの残したロイ（A.I.M.のシンソイドをハッキングして改造した物。現代でも何体かのロイがキメラなどの各拠点にいる）からの情報を頼りに過去の自分に情報を発信して彼らを未来世界に呼び寄せる。
「不完全な未来」のストーリーでは最初のミッションでのみ操作が可能だが、「ホークアイ オールド・マン」のコスチュームを購入する事で他ミッションでも操作が可能。ただし声色は変わらない。
シュリ王女
声：熊谷海麗  / 英：エリカ・ラットレル
ワカンダの技術部を率いるワカンダ王女。ティ・チャラの妹。アベンジャーズの協力＆入国をティ・チャラに相談する前に受け入れる。
ワカンダでのミッションのナビゲートは彼女がする。「ワカンダの戦い」の最後で兄ティ・チャラの指名により女王に即位する。
追加ミッション「オメガレベルの脅威：クロウ」では突如復活したクロウ相手にアベンジャーズと共にヴィブラニウム鉱山のシステム奪還に臨む。事態が収拾した後にワカンダ女王としてワカンダがアベンジャーズの味方であることを約束し感謝した。
オコエ
声：？ / 英：デブラ・ウィルソン
ワカンダ王の親衛隊ドーラ・ミラージュの隊長。
ある条件で入手できるメジャーアーティファクト「キモヨ・バンド」を使用すると一定時間共に戦ってくれる。
追加ミッション「オメガレベルの脅威：クロウ」では突如復活したクロウに占領されたヴィブラニウム鉱山にアベンジャーズを突入させるため、ドーラ・ミラージュを率いて参戦する。
ザワヴァリ
声：？ / 英：デイブ・フェノイ
妖術師。ワカンダ王族とはギスギスした関係ではあるが、予言や魔術でサポートしている。
ワカンダでの人質は彼がワープしてきて転送してくれる。
ワカンダの拠点ビルニン・ザナにて彼のところに行くと、スカーレット・ウィッチやドクター・ストレンジと連絡をとっていると思しき会話がある。ソーの話によるとロキともしている模様。
追加ミッション「オメガレベルの脅威：クロウ」では突如復活したクロウを弱体化させるためミッション後半に登場。魔術を使って巨体のクロウを地面に引き倒しアベンジャーズの攻撃の手助けをした。

### ヴィラン
ジョージ・タールトン / モードック
声：山中誠也 / 英：ウスマン・アライ
テリジェン・エネルギーの主任研究者。アベンジャーズ解散後、A.I.M.を創設。
トニーたちアベンジャーズと共同でテリジェンを研究していたが、トニーにはテリジェンの危険性を隠したまま世間に新エネルギーとして発表させA-Dayの惨劇を引き起こす。その後はトニーに成り代わりインヒューマン病を科学の力で治し国難を乗り越えようとする姿勢を見せ、スターク社の様々な権利を手に入れ(奪い)世間の味方を装う。だが実際には以前からアベンジャーズらスーパーヒーローを憎んでおり、インヒューマンを含む能力者を強制的に捕まえては能力を奪い、科学の力で世界を支配しようと企んでいる。
ただし、本人自身もA-Dayの際にテリジェン・エネルギーの影響を受けており、頭部が肥大化し足腰が不自由になっている。そのため、テレビや街角にある広告の映像では影響を受ける前のタールトンの姿の立体映像を使って市民を騙している。
モニカによる投薬治療を受けていたが実際には能力を増大させるためにキャプテンの超人血清を射たれていた。それにより能力を増大させたものの次第に精神にも異常をきたしはじめ、騙していたモニカ(クローン)を殺害。最終的に頭部のみが異常に発達した異形の姿となる。身動きがままならず全身をスーツで覆い自ら操縦するロボットを駆りアベンジャーズを迎え撃つ。
DLCでのモードック
追加ヴィランセクター「悪人に暇なし」で秘密の抽出ラボにてモニカにより大量の電力を用いてチャンバーに閉じ込められているのが発見される。アベンジャーズが変圧器を破壊し電力を落としたことでそこから逃げ出し、ミッションの最後にて戦いに敗れたモニカと共にどこかにワープした。
その後の追加ミッション「オメガレベルの脅威：AIMのクローン・ラボ」にて施設の中心で再びアベンジャーズと相見える。
二度敗れた後も、いずれ宇宙より迫りくる脅威から世界を守り救えるのは自分だと信じて疑わなかった。
モニカ・ラパチーニ / 最高科学者
声：みやかわ香月 / 英：ジョリーン・アンダーセン
テリジェン・エネルギーの研究者で、ブルースの元恋人。アベンジャーズ解散後は、タールトンと共にA.I.M.を創設。
本作の黒幕であり、治療と称して味方のタールトンすらも騙し、能力者たちのスーパーパワーを引き出し奪うための研究を行っている。
また、S.H.I.E.L.D.の生体医療研究衛星アンブロシアを入手。その中でキャプテン・アメリカを5年間、体内の超人血清を利用する為に拘束していた。
最終的にタールトンにスーパーパワーを強奪する自身の企みが露見し、キャプテン・アメリカの血を自分に感染させたと激昂したタールトンにより殺害される。
ただし、殺害されたのは自身のクローンの一体であり、タールトン亡き後A.I.M.の新しいリーダーとして君臨する。
ミッション「ラスト・アベンジャーズ・スタンディング」では最終階層にてエクソスーツを着たクローンモニカと戦うことになる。
DLCでのモニカ
A.I.M.のトップ「最高科学者」となり、タールトンにも秘密にしていた計画プロジェクト・オメガを大々的に実行しはじめる。それは未来の自分から知らされた「クリー人による侵略で世界が壊滅した」という恐るべき事実を未来の技術と現在の資源・時間を使って食い止めることだった。
手始めにフューリーにクリー人襲来の未来を話し協力を持ちかけホークアイを引き入れて協力させ、未来に彼らを送り込んで未来の情報や技術を集め、自身は現在の時間帯でインヒューマンの能力を利用する計画を立ち上げた。だが、「犠牲はつきもの」として平然と能力を奪ってインヒューマンを殺していくモニカを良しとしないフューリー達に当然ながら計画を妨害され修正を余儀なくされるが、スーパーアダプトイドなどの独自の新兵器を次々に産み出し抵抗する。
ついにはコズミックエナジーからコズミックキューブを作り出すことに成功し、ミッション「形勢逆転」にて自らのクローンを引き連れアベンジャーズの前に立ちはだかる。
戦闘の結果ホークアイ(オールド・マン)と共にコズミックエナジーに飲み込まれたかと思われたが、「ワカンダの戦い」にてユリシーズ・クロウが彼女と連絡をとっていたためクローンかどうかは不明だが未だ健在だったことが判明した。
追加ヴィランセクター「悪人に暇なし」にてクローンの特徴であるオッドアイではない本物のモニカが再び登場。やはり生存していたようで、秘密の抽出ラボにてかつて倒したはずのモードックを研究の実験台にするため大量の電力を用いてチャンバーに閉じ込めていたが、アベンジャーズによって変圧器を破壊され逃がしてしまう。
ラボの最深部に到達したアベンジャーズに対しその場でエクソスーツを召喚・装着し、自身のクローンと共に対抗する。戦闘終了後は拘束から自由になったモードックに連れられ何処かへワープして消えてしまった。
その後の追加ミッション「オメガレベルの脅威：AIMのクローン・ラボ」でのモードックの台詞から、すでに彼の元からは逃亡していることが判明する。
エミル・ブロンスキー / アボミネーション
声：後藤光祐 / 英：ジェイミーソン・プライス
強靭な肉体を持つ怪物。元は軍のスパイで、モニカが指揮を執るA.I.M.の人体ガンマ実験に自ら志願した。
ハルクとは異なり、人間だった頃の記憶と知識を保持している。タールトンとモニカの部下として、アベンジャーズの前に立ちはだかる。
A.I.M.によってクローンが作られていたらしく、それを倒すミッションもある。
アンソニー・マスターズ / タスクマスター
声：田所陽向 / 英：ウォルター・グレイ4世
相手の能力を見ただけで模倣できる写真的反射能力を持った元S.H.I.E.L.D.捜査官。髑髏のマスクとフードを被った外見が特徴。金のためにS.H.I.E.L.D.を裏切り傭兵になった。
タールトンとモニカに雇われて多くの傭兵を教育・指揮し、ゴールデン・ゲート・ブリッジと街の大部分を破壊。A-Dayの惨劇を招いた。
A.I.M.によってクローンが作られていたらしく、それを倒すミッションもある。
「不完全な未来」でも登場。荒廃した未来世界にて最高指導者（マエストロ）に協力していた。この時直接の戦闘はしなかったが、後のアップデートでヴィランセクターミッションとして荒廃した未来世界で戦うことができるようになった。
そのミッション中にケイトが語った協力者から聞いた話によると、この時間軸のタスクマスターは写真的反射能力で多くの能力をコピーした代償に自分の記憶の多くを失くしており、「自身がかつてS.H.I.E.L.D.を裏切ったのはS.H.I.E.L.D.が用済みとなった自分を消そうとしてきたから」という偽りの記憶をマエストロに吹き込まれていた事が判明した。マエストロに従っているのもその恩のためであった。

#### DLC「AIMを狙え」追加ヴィラン
ライル・ゲッツ
声：？ / 英：？
A.I.M.の初期メンバー。ロボット学と素粒子物理学を専門とする。モニカにより降格させられ、彼女の事を快く思っていない。
A.I.M.の情報を得るためアベンジャーズが確保に向かうが、ドレットボットに乗り込み抵抗する。
スーパー・アダプトイド
声：岡田恵 / 英：？
モニカの部下であるキルボット。アベンジャーズ各メンバーの装備を模倣した姿をしている。

#### DLC「不完全な未来」追加ヴィラン
ブルース・バナー / マエストロ
声：？ / 英：ダリン・デ・ポール
クリー人との戦いに破れた未来のハルク。
最高指導者マエストロを名乗り、この地の中心に眠る恐ろしい兵器を解き放とうとする者を追い払うため侵略後の荒地を見張っている。
自分に与しないものは容赦なく殺そうとする。

#### DLC「ワカンダの戦い」追加ヴィラン
ユリシーズ・クロウ
声：？ / 英：スティーヴン・ブルーム
怨念を糧とする悪しき科学者。過去にヴィブラニウムを欲した父親をティ・チャラの父ティ・チャカに殺されており、そのためにワカンダやブラックパンサーを恨んでいる。
A.I.M.の資金援助をバックに危険な音波技術を武器とする傭兵集団を組織し、ワカンダからヴィブラニウムを強奪し支配しようと侵攻してくる。
ストーリー途中でブラックパンサーに右腕を切られる。
ストーリー終盤に追い詰められたクロウは自身の発明品である音波掘削機FUSEで肉体を引き裂かれ、音波エネルギーの怪物として生まれ変わるがアベンジャーズに倒され消滅した。
しかし、追加ミッション「オメガレベルの脅威：クロウ」で突如復活。前触れもなくヴィブラニウム鉱山にいきなり現れ再びワカンダの占領を企てる。巨体と通常サイズを使い分け、さらに自身の体から生み出したエコーと呼ばれる敵兵を多数召喚してアベンジャーズに襲いかかる。
ブロック・ラムロウ / クロスボーンズ
声：？ / 英：フレッド・タタショア
金のためならどんな汚い仕事も受け入れる凄腕の傭兵。クロウの副官としてワカンダの侵略を指揮する。
ブラックパンサーのあらゆる攻撃を防ぐシールドを中心に様々な道具や装備を使用する。

### その他
ユスフ・カーン
声：藤原満 / 英：ブライアン・ジョージ
カマラの父親。通称アブー。娘との関係は良好だが、彼女がインヒューマンであることは知らずにいる。
フィル・シェルドン
声：佐々木義人 / 英：ウォルター・グレイ4世
デイリー・ビューグルの記者。A-Dayの際、ヘリキャリア「キメラ」で取材を行っており、左目を失った。

## 発売
2017年1月、マーベル・エンターテインメントのYouTubeチャンネルでゲームの告知と同時にティーザートレイラーが公開された。このゲームは『The Avengers Project』というワーキングタイトルで開発されていた。それから2年後、E3 201でスクウェア・エニックスがプレス・カンファレンスを開催し、トレイラーや発売日、ゲーム詳細を発表した。14分のプレゼンテーションでゲーム内の映像から作成されたトレイラー、キャラクターやマルチプレイやカスタマイズを含むゲーム内容の簡単な説明、ゲームの俳優のプレビューが披露された。
その後2020年8月にゲーム予約者を対象としたクローズドベータが実施された。8月7日から9日まではPlayStation 4版予約者、8月14日から16日にかけてはXbox One版かMicrosoft Windows版の予約者が対象、同時に全PlayStation 4所有者向けのオープンベータを実施。8月21日から23日にかけてStadia以外の全ローンチプラットフォームでのオープンベータが実施された。
『アベンジャーズ』は当初は2020年5月15日発売が予定されていたが、ゲームの調整や改善のために同年9月4日に延期。スタンダード・エディション、エクスクルーシブ・デジタル・エディション（PS4のみ）、デラックス・エディション、アース・マイティエスト・エディションの4つのエディションで発売され、後者の3つのエディションは9月1日からプレイ可能となる。2020年11月にはXbox Series X|S、第4四半期中には PlayStation 5のローンチタイトルとして発売される予定であったが、実際には2021年3月18日に発売。尚日本ではPS5版およびXbox Series X|S版のダウンロード版及び旧世代版からのアップグレードは翌日の3月19日午前1時であった。

### タイイン

#### Marvel’s Avengers: Road to A-Day
マーベル・コミックはゲームのタイインとして『Marvel’s Avengers: Road to A-Day』と題した5冊のプレリュード・コミックを発表した。各コミックはミズ・マーベル以外の初期プレイアブルキャラクターに焦点が当てられる。2019年12月11日に1冊目となる『Marvel's Avengers: Iron Man #1』。2020年1月8日に『Marvel's Avengers: Thor #1』、2020年2月5日に『Marvel's Avengers: Hulk #1』、2020年3月18日に『 Marvel's Avengers: Captain America #1』、2020年3月25日に『Marvel's Avengers: Black Widow #1』が発表された

#### 書籍
タイタン・ブックスはゲームのタイイン本を2冊出版する。1冊目の『Marvel's Avengers: The Extinction Key』は2020年9月1日に発売される。グレッグ・キーズが執筆したこの小説はA-Day以前の出来事に焦点を当てた前日譚となっている。物語は時空をゆがめることができる無限の力を持つ武器ゾディアック・キーを入手しようとするゾディアックを阻止するアベンジャーズが描かれている。『The Extinction Key』ではゲーム版のドクター・ストレンジやブラザー・ヴードゥー、S.H.I.E.L.D.のメンバーが登場する。2冊目となる『Marvel's Avengers: The Art of the Game』もまた2020年9月1日に発売され、コンセプトアートやストーリーボード、アーティストによる解説、アベンジャーズの詳細な資料、ゲーム内の様々な環境やミッションの詳細が収録されている。